# Ганс фон Вольф

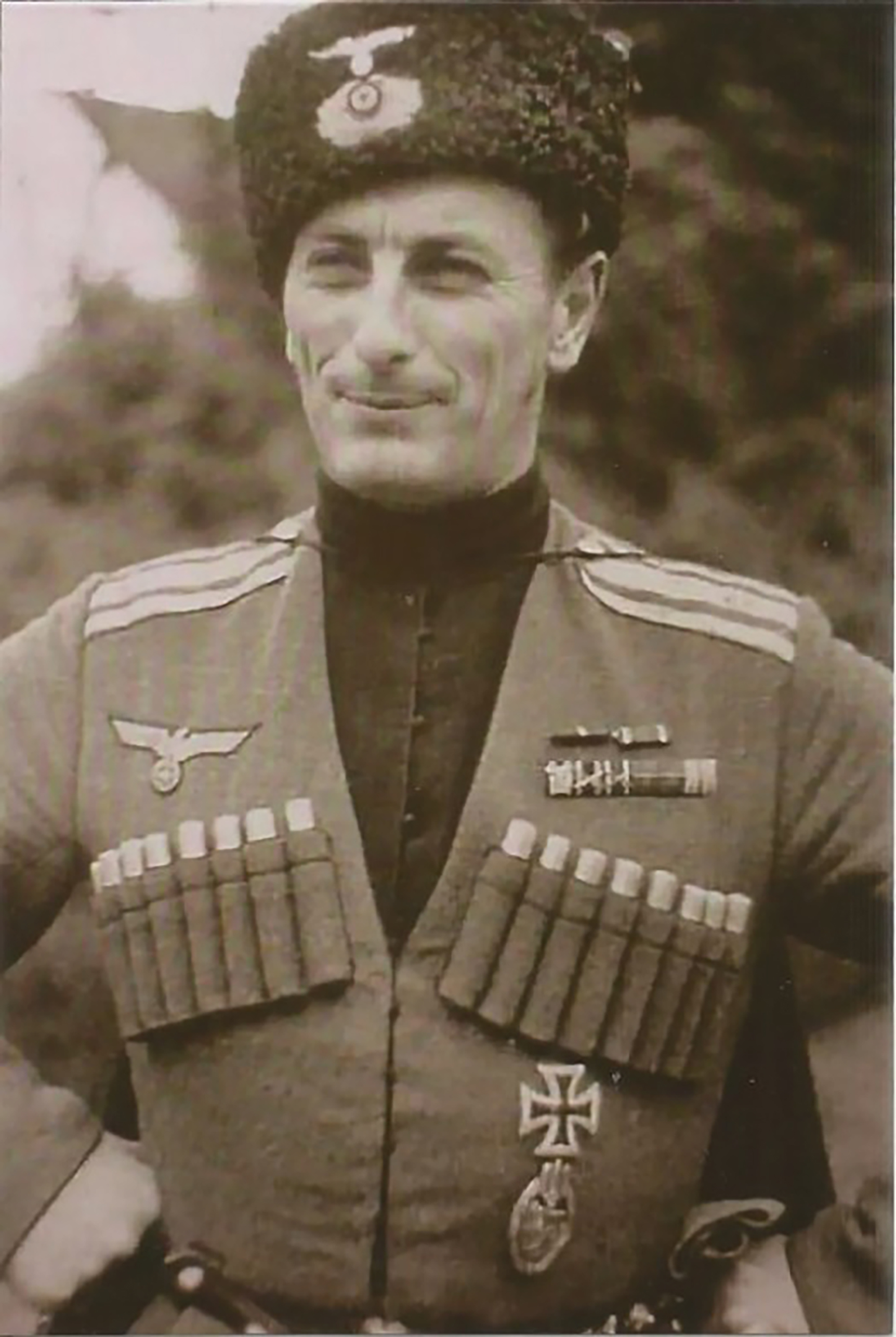
Ганс фон Вольф

Барон Йоганн Ґоттліб Ганс фон Вольф (нім. Johann Gottlieb Hans Freiherr von Wolff; 19 березня 1903 — 28 червня 1944) — німецький офіцер, оберст вермахту. Кавалер Лицарського хреста Залізного хреста з дубовим листям.

## Біографія
В 1922 році поступив на службу у рейхсвер, служив у кавалерії. В 1930—1931 роках вступив у НСДАП (партійний квиток № 460 352) і СС (особистий номер 9 616), служив у 6-му кінному полку СС. 1 квітня 1937 року вийшов із лав СС. З 1939 року — командири 5-ї роти 8-го (з 1941 року 28-го) стрілецького полку 8-ї танкової дивізії, згодом став командиром 1-го батальйону полку. Учасник Польської, Французької і Балканської кампаній, а також боїв на радянсько-німецькому фронті. З червня 1942 року — командир 1-ї козацької бригади 1-ї козацької дивізії. З 25 квітня 1944 року — командир 3-ї кавалерійської бригади. 27 червня 1944 року був важко поранений осколком гранати і наступного дня помер.

## Звання
- Фанен-юнкер (1 квітня 1922)
- Унтерофіцер (3 червня 1925)
- Вахмістр (1 липня 1925)
- Лейтенант резерву (1 квітня 1926)
- Оберлейтенант (1 лютого 1930)
- Ротмістр (1 квітня 1937)
- Гауптман (1 квітня 1937)
- Унтерштурмфюрер СС
- Оберштурмфюрер СС
- Майор (16 січня 1942)
- Оберстлейтенант (1 липня 1942)
- Оберст (1 листопада 1943)

## Нагороди
- Балтійський хрест
- Медаль «За вислугу років у Вермахті» 4-го, 3-го і 2-го класу (18 років)
- Медаль «У пам'ять 1 жовтня 1938»
- Залізний хрест
  - 2-го класу (4 жовтня 1939)
  - 1-го класу (24 травня 1940)
- Нагрудний знак «За танкову атаку» в бронзі (13 липня 1940)
- Лицарський хрест Залізного хреста з дубовим листям
  - Лицарський хрест (№ 123; 13 липня 1940)
  - Дубове листя (№ 61; 13 січня 1942) — вручене особисто Адольфом Гітлером.
- Медаль «За зимову кампанію на Сході 1941/42» (1 серпня 1942)
- Відзнака для східних народів 2-го класу в сріблі з мечами (30 листопада 1943)